# 만주국군

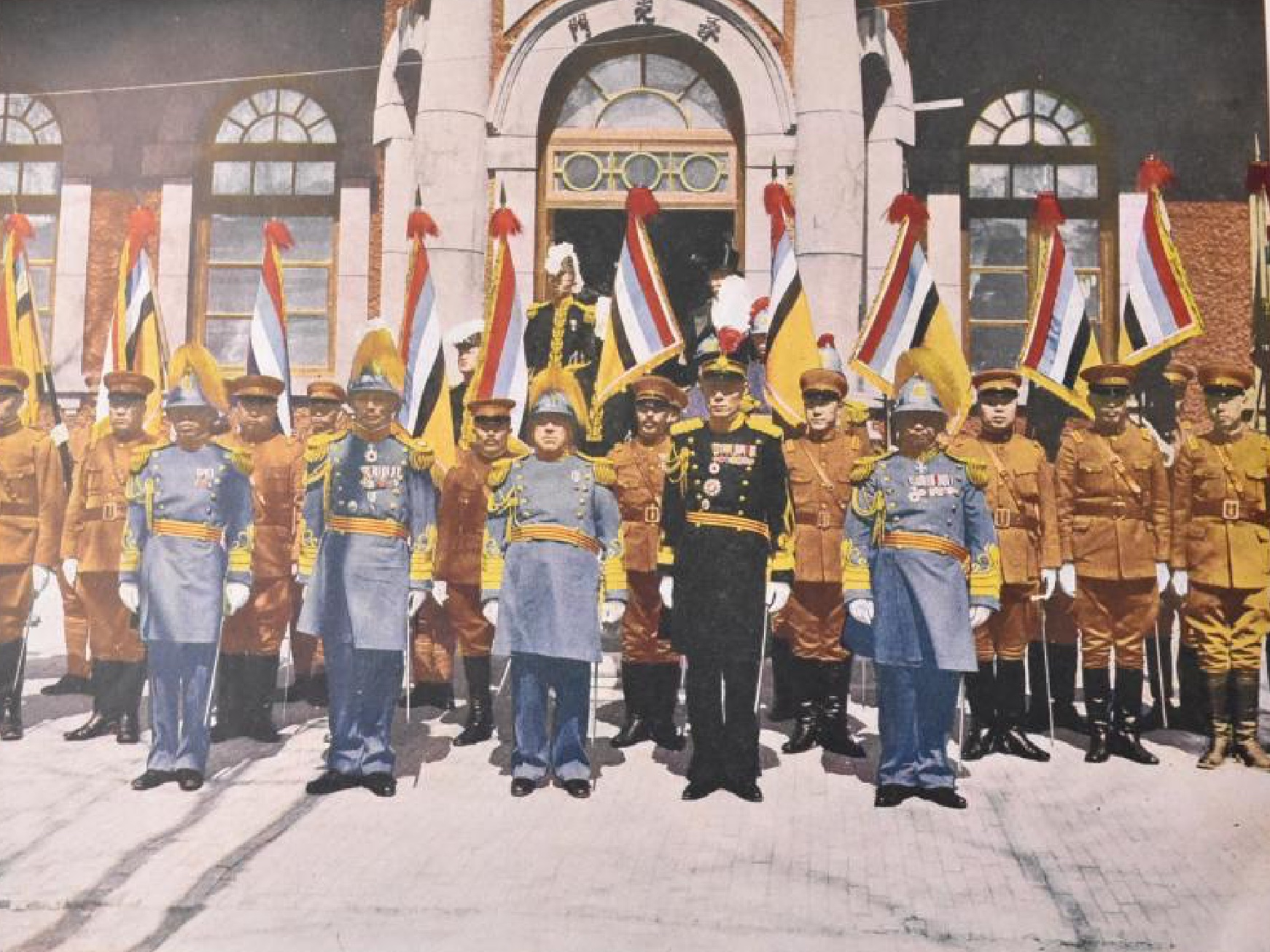
만주국군 장군

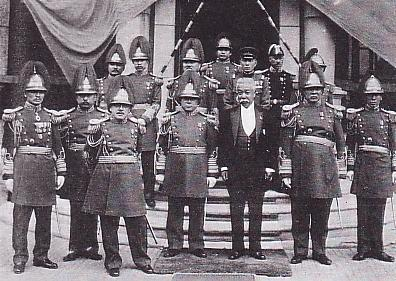
만주국군 장교

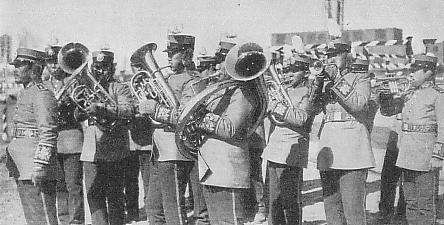
만주국군 군악대

만주국군(滿洲國軍, 영어: Manchukuo Imperial Army) 또는 줄여서 만주군(滿洲軍)은 일본 제국의 괴뢰국인 만주국의 군대이다. 1932년부터 1945년까지 존속했다.

## 역사
1932년 3월 만주국 건국 이후 동북군의 일부였던 장쉐량의 6만 명 규모의 부대 등 여러 부대를 모태로 삼아 창립되었다. 무기도 초기에는 동북군에게 빼앗은 노획물을 바탕으로 삼았다. 많은 수의 군사가 훈련을 제대로 받지 못한 비정규군이며 아편 중독자도 있었기 때문에, 초기의 전투 능력은 높지 못했다. 1932년 8월에 만주군 2천명이 항일 부대에게 투항하는 사건이 발생하는 등 충성도도 크게 떨어졌다.
창립 당시부터 일본인이 고문을 맡아 조종하였고, 군대의 이동과 연습, 장비 교체, 인사 이동과 같은 주요 결정에 관동군의 승인을 받는 지휘체계였다.
만주군은 각 성 별로 경비군을 창설하였고, 1933년 2월에는 만주국 황제 푸이와 고위 관리들을 호위하는 별도의 군대로 금위대가 창설되었다. 1934년에 만주국 정부가 인정하는 학교를 졸업한 사람만이 만주군 장교가 될 수 있도록 법이 제정되었다.

## 계급
|                   | 계급              | 계급장 |
| ----------------- | ----------------- | ------ |
| 황제 皇帝         | 총사령 總司令     |        |
| 장관 将官         |                   |        |
| 장군상장 將軍上將 |                   |        |
| 상장 上將         |                   |        |
| 중장 中將         |                   |        |
| 소장 少將         |                   |        |
| 교관 校官         | 상교 上校         |        |
| 교관 校官         | 중교 中校         |        |
| 교관 校官         | 소교 少校         |        |
| 위관 尉官         | 상위 上尉         |        |
| 위관 尉官         | 중위 中尉         |        |
| 위관 尉官         | 소위 少尉         |        |
| 준사관 准士官     | 준위 准尉         |        |
| 부사관 副士官     | 상사 上士         |        |
| 부사관 副士官     | 중사 中士         |        |
| 부사관 副士官     | 하사 下士         |        |
| 부사관 副士官     | 하사근무 下士勤務 |        |
| 병 兵             | 상등병 上等兵     |        |
| 병 兵             | 일등병 一等兵     |        |
| 병 兵             | 이등병 二等兵     |        |

## 구성

### 육군
1932년 3월에 동북군 병력이었던 장쉐량의 군대 등을 모태로 삼아 창설되었다. 만주국에서 비중이 가장 컸다.

### 해군
만주국은 바다와 맞닿지 않은 내륙국가이기에 해군은 필요하지 않았다. 괴뢰 국가인 만주국의 정통성 확보라는 정치적인 이유에서 구색을 갖출 수 있는 해군 창설이 필요했다. 1932년 4월 15일에 강방함대(江防艦隊)가 창설되었고, 1939년 11월에 강상군(江上軍)으로 개편되었다. 육군에 비해 상대적으로 비중이 적었다.

### 금위대
금위대는 1933년에 창설되어 만주국 황제 푸이와 고위 관료 보호를 담당하였다. 창춘 중심부의 황제가 거주하는 궁 인근에 본부가 있었다.

### 비행대
하얼빈에서 관동군의 선발된 30명을 훈련시켜 1937년 2월에 창설하였다.

## 군사학교
만주국에서는 수도인 신징과 펑톈, 창춘에 육군 장교를 양성하는 군사학교인 육군군관학교를 개교하였다. 특히 1939년 신징에서 설립한 육군군관학교는 4년제로 흔히 신경군관학교로 불린다. 주로 만주계와 일본계 학생들을 육군 장교로 양성했으며, 일본계는 일본인 외에 일본이 점령한 조선과 타이완 출신도 포함된다. 제1기 입학생 가운데 일본계는 172명이었다. 지리적으로 조선과 가까웠기 때문에 조선인 학생이 적지 않았다. 이 밖에도 부족한 군의관을 양성하기 위해 만주국의 군의관학교도 설립하였는데, 일본의 군의관학교와는 달리 중학교 졸업자를 입학시켜 4년 후에 소위로 임관하는 방식이었다.

## 참전한 전역
- 1934년 러허 성 침공작전
- 1935년 ~ 1940년 소비에트 연방-일본 국경분쟁
  - 1935년 합이합묘(哈爾哈廟)[2] 사건
  - 1937년 건차자도 사건
  - 1939년 할힌골 전투
- 1937년 ~ 1945년 중일 전쟁
- 1941년 ~ 1945년 태평양 전쟁
- 1945년 만주 전투

## 같이 보기
- 만주국
- 관동군